# Associació de Cultura Musical
L'Associació de Cultura Musical fou una organització activa a Barcelona, en principi vinculada als «Conciertos Daniel», dedicada a l'organització de concerts de música clàssica, i que inicià les seves activitats el 1931. El compositor balear Joan Maria Thomàs i Sabater en fou un dels iniciadors. L'Associació se situa en un moviment de la primera meitat del segle xx, en el qual van començar proliferant agrupacions cambrístiques i associacions de concerts, com, entre d'altres, l'Associació Música da Camera (1913), l'Associació Íntima de Concerts (1920), l'Associació Obrera de Concerts (1926) o l'Associació Pro Música (1932). Després de l'assassinat de Manuel Clausells el 1936, que va significar la fi de l'Associació Música da Camera, gràcies a l'Orfeó català, l'Associació va tenir un paper important en tenir viva un activitat musical durant el franquisme.
L'assistència als concerts era reservada als socis i, de la mà de l'Associació –familiarment anomenada "la Cultural"–, passaren per Barcelona les primeres figures de la interpretació musical internacional, com Arthur Rubinstein, Jascha Heifetz, Andrés Segovia, Zino Francescatti, Claudio Arrau, etc. En la postguerra continuà les seves activitats, amb noms com els mateixos i Yehudi Menuhin, Gaspar Cassadó, Henryk Szeryng, Friedrich Gulda, l'Orquestra Simfònica de Bamberg, etc. i altres de més joves, com Alícia de Larrocha, Montserrat Caballé o Rafael Orozco. Especialment rellevant va ser el cas de la soprano Victoria dels Àngels, a qui l'Associació va organitzar el concert de presentació al Palau de la Música Catalana. A Sabadell es va crear el 1943 una entitat amb el mateix nom que fins al 1964 organitzà 157 concerts i presentà artistes mundialment famosos.